# Universitat Estatal Xota Rustaveli
La Universitat Estatal Xota Rustaveli (en georgià: ბათუმის შოთა რუსთაველის სახელობის სახელმწიფო უნივერსიტეტი), és una universitat d'educació superior a Batum, capital de la República Autònoma Adjària, a Geòrgia. Porta el nom del poeta georgià medieval Xota Rustaveli.

## Història
L'establiment i desenvolupament del sistema educatiu a Adjària va ser un esforç de llarga data de la comunitat georgiana. Al 1893 es va plantejar la qüestió d'obrir un gimnàs per a nens a Batum. Del 26 al 27 de juny de 1893, el municipi de la ciutat va atorgar una àrea de terreny de 2 623 95 m² per al gimnàs de nens a la costa. El projecte va ser dissenyat per un enginyer militar Sedelnikov. El primer pis de l'edifici es va assignar un gimnàs, mentre que el segon pis contenia l'església, la sala d'actes, vuit aules, aula d'art, sala d'estudi de física, laboratori i una biblioteca. El gimnàs per a nens va començar a funcionar al juliol de 1897. El 26 de setembre de 1900 també va ser possible obrir un gimnàs femení. Més tard, el 1923, es va fundar un Institut Pedagògic en l'edifici de l'antic Gimnàs per a Dones (actual Escola Pública núm. 2) que després es va convertir en un col·legi pedagògic. S'utilitza per preparar la primera etapa dels mestres d'escola.
A l'edifici del gimnàs de nens el 1935, es va obrir un Institut de Mestres de 2 anys d'estudi, amb 4 facultats: Llengua i literatura georgianes, Física i matemàtiques, Història, Ciències naturals i Geografia. A això es va agregar la facultat d'Educació Física el 1936 i una facultat de Llengua i Literatura Russa el 1938, aquest any l'Institut va rebre el nom de Xota Rustaveli. El primer director de l'Institut de Mestres va ser Khusein Nakaidze. Es va prestar una important assistència a l'Institut per proporcionar personal científic a altres institucions d'educació superior de Geòrgia, en primer lloc, la Universitat Estatal de Tbilissi. Els següents representants destacats de l'acadèmia georgiana van portar a terme fructíferes activitats dintre dels murs de la Universitat Estatal Xota Rustaveli de Batum (aleshores Institut de Mestres): Giorgi Akhvlediani, Giorgi Tsereteli, Iase Tsintsadze, Sargis Kakabadze, Simon Kaukhchishvili, Giorgi Tavzishvili, Razhden Khutsishvili, Dimitri Gedevanishvili, Giorgi Javakhishvili, Vukol Beridze, Shota Dzidziguri i d'altres. També és degut a ells que l'acabada d'establir institució superior aviat es va guanyar la reputació —es va formar un sistema d'activitats d'ensenyament i recerca i la preparació del personal acadèmic local va començar a funcionar. Per a 1943 ja hi havia 5 candidats de ciències a l'Institut. El juliol del 1935 es van crear els cursos preparatoris que van fomentar especialment l'acumulació]dels sol·licitants de secundària de les terres altes d'Adjara. Segons les estadístiques, 600 estudiants que van abandonar l'escola van presentar sol·licituds a l'Institut en el primer any; 219 aspirants van ser admesos en l'Institut.

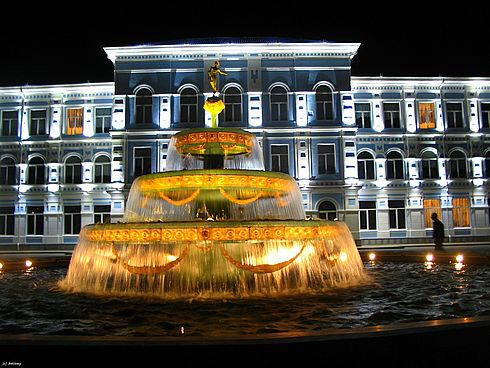
Universitat Estatal Xota Rustaveli.

Al juny de 1945, es va fundar un Institut Pedagògic sobre la base de l'Institut de Mestres de Batum, que va ser continuat per un procés de reconstrucció i millora de les instal·lacions i l'equip. El 1956 l'edifici reformat va entrar en utilització. Tanmateix, no va ser suficient peral creixement de l'Institut i el 1977 es va iniciar la construcció d'un nou edifici de cinc pisos que es va acabar el 1982. El col·lapse de l'Imperi soviètic i la lluita per la independència de Geòrgia van fer possible el desig del gran Ivane Javakhishvili que va dir: «Si té la intenció de haver-hi una altra universitat a Geòrgia, hauria de ser a Batum». Per la Decisió núm. 453, de 3 de setembre de 1990, del Gabinet de Ministeris de la Universitat Estatal de Batum de Geòrgia es va establir la base de l'Institut Pedagògic de Batum. Després d'aquesta transformació, a part de les càtedres de professors especials, van començar a funcionar nou càtedres universitàries a l'institució d'educació superior. El nombre d'especialitats va augmentar: es van crear les facultats de dret, economia i medecina. Com a resultat de la reforma educativa al país, la universitat es va transferir a un ensenyament de dos cicles: es van crear nivells de llicenciatura i mestratge. Els estudis de postgrau també funcionaven per a unes certes especialitats.